# Вила Рици (Болоња)
Вила Рици (итал. Villa Rizzi) је насеље у Италији у округу Болоња, региону Емилија-Ромања.
Према процени из 2011. у насељу је живело 85 становника. Насеље се налази на надморској висини од 96 м.